# Richard Dittmer
Richard Dittmer (* 18. Dezember 1840 in Demmin; † 10. September 1925 in Berlin) war ein deutscher Konteradmiral und Marine-Schriftsteller.

## Leben und Wirken
Dittmers seemännische Laufbahn begann 1856 als Schiffsjunge auf der Bark Johann Martin. 1862 legte er an der Navigationsschule in Grabow das Steuermannsexamen ab. Nach Besuch des Seekadetteninstituts wurde er 1865 als Unterleutnant zur See in das aktive Seeoffizierskorps der preußischen Marine übernommen und auf verschiedenen Schiffen eingesetzt. Ab 1878 war er als Korvettenkapitän Dezernent im Hydrographischen Büro der Admiralität und ab 1880 als Ausrüstungsdirektor in der Kaiserlichen Werft in Wilhelmshaven wirksam, um 1885 als Kapitän zur See zur Disposition gestellt zu werden. Ab 1885 war er als Vermessungsdirektor im Kommando der Marinestation der Ostsee, 1893 bis 1895 als Küstenbezirksinspektor im Küstenbezirksamt III (Kiel) tätig. Im Jahre 1898 leitete Dittmer im Auftrag des Reichsmarineamts eine Expedition des Forschungsschiffs Olga nach Spitzbergen. Im Jahr 1902 wurde ihm der Charakter eines Konteradmirals verliehen. Dittmer war Verfasser und Herausgeber zahlreicher nautischer Publikationen.
Seine Grabstätte befindet sich auf dem Südwestkirchhof Stahnsdorf in Berlin.

## Schriften
- Die Deviation der Compasse an Bord eiserner Schiffe, nach englischen Quellen bearbeitet, Braunschweig 1872
- Katechismus der deutschen Kriegsmarine (= Webers illustrierte Katechismen Nr. 101), Leipzig 1890; 2. Aufl., Leipzig 1899
- Katechismus der deutschen Handelsmarine (= Webers illustrierte Katechismen Nr. 41), Leipzig 1892
- Handbuch der Seeschiffahrtskunde, Leipzig 1894
- Das Nordpolarmeer. Nach Tagebüchern und Aufnahmen während einer Reise mit Seiner Majestät Schiff "Olga" [im J.1898], Hannover-Leipzig 1901. Digitalisat.
- Die Deutsche Hochsee-, See- und Küstenfischerei im 19.Jhdt. bis zum Jahre 1902, Hannover-Leipzig 1902
- Rettungs- und Hülfsmittel in Seenot sowie Winke für die Handhabung von Seefischereifahrzeugen und -Booten, 2. Aufl. Hannover-Leipzig 1903; 3.A. 1913
- Seefischereifahrzeuge und -Boote ohne und mit Hülfsmaschinen (= Historische Schiffahrt Bd. 114), Hannover-Leipzig 1904 (mit Harald von Buhl); Reprint Paderborn 2010; russ. Übersetzung von A. P. Sherkova, St. Petersburg 1906
- Deutscher Seefischerei-Almanach für 1908, Hannover 1908 (Bearbeiter)
- Seekriegsgeschichte in ihren wichtigsten Abschnitten mit Berücksichtigung der Seetaktik, Hannover-Leipzig 1907–1911 (mit Alfred Stenzel)
- Motoren und Winden für die See- und Küstenfischerei nach dem Preisausschreiben des Deutschen Seefischerei-Vereins, 2 Teile, München-Berlin 1911 (mit G.Lieckfeld und Friedrich Romberg)
- Kriegführung zur See – Lehre vom Seekrieg. Ergänzungsband, Hannover-Leipzig 1913 (mit Alfred Stenzel und Hermann Kirchhoff)
- Die Seefischerei und die Mittel zu ihrer Heilung. In: Marine-Rundschau 25(1914), S. 328–426
- Spitzbergen-Handbuch. Abgeschlossen mit Nachrichten für Seefahrer vom 27. Mai 1916, Herausgegeben vom Reichs-Marine-Amt, Berlin 1916; Nachträge von 1920–1926, Berlin 1935
- Die Färöer, 3.A., Berlin 1918
- Island, 3.A., Berlin 1919